# میزان مشارکت در انتخابات مجلس شورای اسلامی (۱۳۹۱–۱۳۹۰)
میزان مشارکت در انتخابات مجلس نهم یکی از مسئله‌های چالش‌انگیز انتخابات بود. با وجود تحریم انتخابات از سوی برخی مخالفان، در پی حادثه‌های پس از انتخابات ریاست جمهوری درسال ۱۳۸۸این انتخابات با ۸٪ رشد نسبت به انتخابات مجلس هشتم با مشارکت ۶۴٪ برگزار شد. اگرچه اعتراض‌هایی نسبت به آمار مشارکت اعلامی وجود داشت.
در نهایت انتخابات با مشارکت ۳۰٬۹۰۵٬۶۰۵ نفر برگزار شد. وزارت کشور آمار مشارکت را ۶۴٪ اعلام کرد، ولی مخالفان با اعتراض به این میزان با استناد به داده‌های جمعیتی مرکز آمار معتقد بودند تعداد واجدان شرایط اعلامی از سوی وزارت کشور کمتر از واقع بوده‌است. هرچند برخی رسانه‌های مخالف می‌کوشیدند در خود مشارکت سی‌ویک‌میلیونی نیز خدشه وارد کنند، ولی عمدهٔ اعتراض متوجه تعداد واجدان رأی دادن بود که وزارت کشور حدود ۴۸میلیون اعلام کرده‌بود.

## تحریم انتخابات

### اعتراض به محدودیت‌ها
سازمان گزارشگران بدون مرز و سازمان عفو بین‌الملل به محدودیت‌های اعمالی در آستانهٔ انتخابات اعتراض کردند.
سازمان عفو بین‌الملل در گزارشی مفصل به افزایش شدید سرکوب مخالفان در آستانهٔ انتخابات مجلس نهم در ایران پرداخت. این نهاد تأکید کرد: حکومت قبل از رأی‌گیری به افزایش دستگیری بیش از پیش فعالان اجتماعی پرداخته‌است تا از مخالفان زهر چشم بگیرد.
عفو بین‌الملل در گزارش خود که روز ‎۹ اسفند ۱۳۹۰ منتشر شد، حکومت جمهوری اسلامی را به دورویی متهم کرد چون به‌ظاهر از تظاهرات مردم در بیداری اسلامی حمایت کرده‌است ولی مردم خودش را سرکوب می‌کند. گزارش ۷۱ صفحه‌ای عفو بین‌الملل، با عنوان «گفته‌اند دخلت را بیاوریم» منتشر شد.
همچنین سازمان گزارشگران بدون مرز اعلام کرد که بسیاری از خبرنگاران خارجی، با این که درخواست روادید خود را از هفته‌ها پیش به سفارتخانه‌های جمهوری اسلامی داده‌بودند، برای ورود به ایران و پوشش خبری انتخابات دریافتش نکرده‌اند. در قسمت‌هایی از گزارش سازمان گزارشگران بدون‌مرز آمده‌است: «به همهٔ رسانه‌ها دستور داده شد که نه تنها باید از انتشار برخی مطالب مثل فراخوان به شرکت نکردن در انتخابات خودداری کنند، بلکه باید از «پیروزی بزرگ مردم در انتخابات» نیز بنویسند. در روزهای اخیر باز هم مقامات قضایی به مسئولان رسانه‌ها تلفن زدند و این بار، تیترهای روزنامه را در بارهٔ انتخابات دیکته کردند.»

## واکنش‌ها

### سید علی خامنه‌ای

#### پیش از انتخابات
سید علی خامنه‌ای رهبری ایران، در سخنرانی‌ای در ۱۹ دی ۱۳۹۰ در جمع مردم قم با اشاره به انتخابات و فعالیت رسانه‌های گوناگون گفت که انتخابات از جاهایی است که مردم می‌توانند حضورشان را نشان دهند و دشمنان از مدتی پیش شروع کرده‌آند که حضور مردم را بکاهند. «دشمنان ما، از آن صدر گرفته‌است -که مرکز و قرارگاه فرماندهی جبههٔ کفر و استکبار است- تا این پادُوْها و ایادی کوچک و پیاده‌نظامشان که همه جا پخشند -اینجا هم هستند، بیرون هم هستند- همهٔ تلاششان این است که کاری کنند که مردم در این انتخابات شرکت نکنند.»
رهبری ایران پیش‌بینی کرد که با با تجربه‌ای که از حضور مردم و اعتمادش به لطف خدا «حضور مردم در این انتخابات، یک حضور دشمن‌شکن خواهد بود و با این انتخابات، خون تازه‌ای به پیکر انقلاب و کشور و نظام جمهوری اسلامی دمیده خواهد شد.»
وی انتخابات را جایی خواند که مردم حضورشان را نشان می‌دهند و با این انتخابات حرکتی تازه برای مردم و نشاطی تازه می‌آید مانند همهٔ انتخابات‌ها.
وی در دیدار مردم آذربایجان در ۲۶ بهمن به مناسبت سالگرد خیزش ۲۹ بهمن تبریز، پس از تجلیل فراوان از مردم برای راهپیمایی ۲۲ بهمن، دربارهٔ انتخابات نیز سخنانی گفت.
وی دربارهٔ تبلیغات رسانه‌های خارجی گفت: دوباره عروسک‌های خیمه‌شب‌بازی همیشگی به کار افتادند تا انتخابات را بی‌رونق کنند ولی حضور مردم د انتخابات می‌تواند کشور را نگه دارد و دشمن را پس زند.
دو روز مانده به انتخابات در دیدار خانوادهٔ شهیدان و قشرهای مردم، با اشاره به رسانه‌هایی که به کار افتاده‌اند تا مردم را دلسرد کنند و ادعای شرکت نکردن و تقلب و… کردند تا نیایند گفت:
آنی که من احساس می‌کنم و از لطف‌الهی احتمال قوی می‌دهم که اینجور بشود، این است که ملت ایران در روز جمعه‌ای که می‌آید، یک سیلی سخت‌تر به چهرهٔ استکبار خواهد زد.
وی افزود: دست خدا با شماست. هدایت دل‌ها و جان‌های ما به دست خدا است. «ازمّة الأمور کلّاً بیده»». او گفت اگر مردم و مسئولان در راه خدا باشد خدا هم راه را آسان می‌کند و اگر خواهد این توفیق نصیب ملت ایران خواهد شد.
حقیقتاً انتخابات، سیلی به چهرهٔ دشمنان این ملت است. آنچه مهم است، این است که مردم حضور پیدا کنند؛ البته این هم مهم است که به نامزدهای صالح رأی بدهند. هر دو مهم است، لیکن حضور در درجهٔ اول است.
وی حساسیت این انتخابات را بیشتر دانست زیرا تیرهای آخر دشمن است و هرچه در ترکش داشته شلیک کرده‌است.
او تأکید کرد باید ایستاد و به رخ دشمن کشید تا بفهمد جلو این ملت نمی‌تواند بایستد.

#### پس از انتخابات
در نخستین واکنش پس از انتخابات، به تاریخ ۱۸ اسفند ۱۳۹۰ آیت‌الله خامنه‌ای در دیدار اعضای مجلس خبرگان رهبری انتخابات را تحلیل کرد.
وی با تشکر از مردم گفت اگر هرکه بداند دشمن چه کارها کرد برای نیامدن مردم ارزش کار ملت را می‌فهمد. او با شکر خدا گفت مردم موجبات رحمت خدا را فراهم کردند.
هم از خدای متعال سپاسگزاریم و در مقابل او جبههٔ سپاس بر خاک می‌گذاریم، هم از مردم عزیزمان با همهٔ وجود تشکر می‌کنیم و امیدواریم که خداوند پاداش کافی و کامل به مردم عنایت کند.
او انتخابات را «رکن نظام مردم‌سالاری دینی» و معیار اعتقاد مردم به نظام اسلامی و این واجب (رای دادن) و توهم‌زدای نظر دشمنان دربارهٔ ما و سیلی‌ای هشیارکننده دانست. او گفت هر رأی یک رأی به نظام اسلامی بود.
وی بصیرت و تعالی اندیشه‌ای مردم برای رأی دادن را ارزشمند خواند و گفت مجلس برآمده از این رأی مسئولیتی سنگین دارد.
آیت‌الله خامنه‌ای در سخنان نوروزیش در حرم امام رضا در مشهد، قلمی بزرگ از حرکت‌های تحسین‌برانگیز ملت ایران در سال ۹۰ را همین انتخابات دانست.
البته همین‌جا بگویم انتخابات هنوز تمام نشده‌است؛ در مرحلهٔ دوم انتخابات هم مردم ما بایستی ان‌شاءاللّه همین شکوه و زیبائی را نشان بدهند.
وی انتخابات را خیلی مهم خواند و با اشاره به سخنان پیشش گفت دشمنان شش ماه کوشیدند تا مردم را دلسرد کنند که رأی ندهند به بهانهٔ تقلب و کاهش دشمنی‌ها و ترور دانشمندان هسته‌ای (برای ترساندن مردم)؛ در همین فضا انتخابات با مشارکت بیش از ۶۴٪ انجام گرفت.
این مشارکتِ بالاتر از ۶۴ درصد، خیلی رقم مهمی است. من به شما عرض بکنم؛ از متوسط انتخابات‌های مجالس دنیا، این رقم بالاتر است. در آمریکا متوسط رقم مشارکت در انتخابات کنگره ۳۵ درصد است. در ده سال گذشته مشارکت مردم آمریکا در انتخابات کنگره‌شان و مجلس ملی و مجلس سنایشان به ۴۰ درصد نرسیده. خب؛ این را مقایسه کنید با ملت ایران - این نشاط را، این حضور را، این اظهار وجود را - آنگاه اهمیت مطلب معلوم می‌شود.
آیت‌الله خامنه‌ای افزود به عکس خواستهٔ ایشان و به کوری چشمشان این روز شد روز سربلندی نظام اسلامی و ملت ایران و مانند رسانه‌ای قوی کار کرد و با این که دشمنان خبرها را تحریف و پنهان می‌کنند این انتخابات را نتوانستند.
وی ۱۴ اردیبهشت در دیدار معمان نزدیک شهادت مرتضی مطهری (روز معلم) با گریزی به بحث انتخابات گفت ملت ایران در این ۳۳ساله لحظهٔ لازم کار لازم را کرده‌است و پیش از انقلاب نیز همین جور که به پیروزی انقلاب انجامید.
هر باری که این هوشیاری بیشتر، این موقع‌شناسی به‌هنگام‌تر بوده‌است، ملت ایران دستاوردهای ارزشمند و بزرگی را به دست آورده‌است؛ یکیش همین انتخابات اخیر اسفند ماه بود، که ملت ایران خوب عمل کردند، خوب درخشیدند؛ اثر خودش را هم گذاشت؛ ولی خب، بخشی از کار انجام گرفته‌است، بخشی از کار مانده‌است. ملت ایران با این قدم بلندی که ان‌شاءاللّه در روز جمعه برخواهد داشت، پای صندوق‌های رأی خواهد رفت و کار مجلس شورای اسلامی را به نهایت خواهد رساند و ان‌شاءاللّه باز یک درخشش بیشتر و خیره‌کننده‌تری را در دنیا از خود نشان خواهد داد.

### محمود احمدی‌نژاد
رئیس‌جمهوری محمود احمدی‌نژاد هنگام افتتاح پانزده‌هزار واحد مسکن مهر در شهرستان پاکدشت سخنرانیش همهٔ امور کشور را براساس انتخابات خواند و گفت مردم همیشه نقششان را خوب انجام داده‌اند گفت: مجلس کارآمد می‌تواند نقش مؤثر و تعیین‌کننده‌ای در پیشرفت کشور ایفا کند.
نمایندگان مردمی، دلسوز و متعهد به ملت می‌توانند پشتیبان خوبی برای مدیریت کشور باشند.
احمدی‌نژاد تأکید کرد که نمایندگان مجلس با رأی مستقیم مردم انتخاب می‌شوند و حضور نمایندگان کاردان و پایبند به حقوق ملت در مجلس موجب وحدت و همدلی و همبستگی ملی می‌شود.
انتخابات صحنه حضور مردم در عرصه‌های مهم و اساسی کشور است.

### قوهٔ قضاییه
غلامحسین محسنی اژه‌ای دادستان کل ایران هشدار داد که عده‌ای قصد دارند کشور را در آستانه انتخابات مجلس نهم ناامن نشان دهند. عبدالصمد خرم‌آبادی مشاور قضایی دادستان کل کشور نیز، فهرست ۲۵ بندی مربوط به «مصادیق محتوای مجرمانه مرتبط با انتخابات مجلس شورای اسلامی» را اعلام کرد.
از جمله موارد جرم رایانه‌ای اعلام شده از سوی دادستان جمهوری اسلامی ایران، دربارهٔ انتخابات مجلس نهم موارد زیر می‌باشد:
1. انتشار هرگونه محتوا با هدف ترغیب و تشویق مردم به تحریم یا کاهش مشارکت در انتخابات (بند ۳ و ۸ ماده ۶۶ قانون انتخابات مجلس شورای اسلامی و ماده ۴۶ آیین‌نامه اجرایی آن)
2. انتشار هرگونه ادعای غیرواقع مبنی بر توقف انتخابات یا دعوت به تجمع اعتراض‌آمیز، اعتصاب، تحصن و هر اقدامی که به نحوی موجب اخلال در امر انتخابات گردد (بند ۸ ماده ۶۶ قانون انتخابات مجلس شورای اسلامی)
3. انتشار و تبلیغ علائم تحریم انتخابات گروه‌های ضدانقلاب و معاند (ماده ۵۰۰ قانون مجازات اسلامی)
4. انتشار هجو یا هجویه یا هرگونه محتوای توهین‌آمیز در فضای مجازی علیه انتخابات (ماده ۷۰۰ قانون مجازات اسلامی و بند ۸ ماده ۶۶ قانون انتخابات مجلس شورای اسلامی)
5. انتشار هرگونه مطلب خلاف واقع مبنی بر انصراف گروه‌های قانونی از انتخابات (ماده ۶۴ قانون انتخابات مجلس شورای اسلامی)[۶]

### سپاه پاسداران و بسیج
محمدعلی جعفری، فرمانده سپاه پاسداران ایران از «آغاز دوباره اعتراضات مردمی» در آستانه انتخابات مجلس نهم ابراز نگرانی کرد. محمدعلی جعفری گفت: « «دشمن برای ایجاد ناآرامی در انتخابات»، طرح‌هایی آماده دارد.»
محمدرضا نقدی فرمانده کل بسیج نیز از مردم خواست در انتخابات مجلس نهم «مشارکت حداکثری» داشته باشند.

### شورای نگهبان
احمد جنتی دبیر شورای نگهبان، دربارهٔ انتخابات مجلس نهم گفت: «عده‌ای هدف‌شان فرستادن چند نماینده به مجلس نیست بلکه می‌خواهند آرامش را به هم بزنند. عده‌ای از خارج به آنها حرف‌هایی می‌زنند که این همان براندازی است."

## مشارکت در دور نخست
یک روز بعد از برگزاری انتخابات، پایگاه اطلاع‌رسانی وزارت کشور در خبری با تیتر «آخرین نتایج حماسه حضور»، به نقل از مصطفی محمد نجار وزیر کشور اعلام کرد که «کل آرای ماخوذه» در انتخابات ۲۶ میلیون و ۴۷۲ هزار نفر و میزان مشارکت حدود ۶۴٫۲ درصد بوده‌است.
منتقدان حکومت ایران، از اظهارات وزیر کشور نتیجه گرفتند که حتی بر مبنای آمار وزارت کشور نیز، درصد شرکت در انتخابات با ادعای مشارکت ۶۴ درصدی اختلاف زیادی دارد.
آنچه مورد استناد این منتقدان قرار داشت آن بود که شرکت ۲۶ میلیون از ۴۸ میلیون واجد شرایط در انتخابات، به معنی مشارکتی کمتر از ۵۵ درصد در انتخابات مجلس نهم است، که با ادعای ۶۴ درصدی حکومت ایران تفاوت زیادی دارد.
در واکنش به این انتقادات، سایت وزارت کشور خبر اظهارات نجار در مورد نتایج نهایی انتخابات را حذف کرد و سپس وزیر کشور گفت که رقم ۲۶ میلیونی شرکت در انتخابات، آمار نهایی شرکت‌کنندگان در انتخابات نبوده‌است. وی افزود که در زمانی که صحبت می‌کند، تعداد شرکت کنندگان در انتخابات به بیش از ۲۹ میلیون نفر رسیده‌است؛ رقمی که حتی با مبنا قرار دادن آن، میزان مشارکت در انتخابات از ۶۰ درصد فراتر نمی‌رفت.
البته در نهایت در گزارش نهایی انتخابات تعداد مشارکت ۳۱ میلیون نفر اعلام شد که با مشارکت مطابق بود.

### واجدان
وزارت کشور، قبل و بعد از برگزاری انتخابات تعداد واجدان شرایط شرکت در آن را ۴۸ میلیون و ۲۸۸ هزار نفر عنوان کرده بود.
گذشته از ابهامات مطرح در مورد تعداد شرکت کنندگان در انتخابات، تعداد واجدان شرایط اعلام شده توسط وزارت کشور هم، در معرض تردید عده‌ای از ناظران قرار گرفت. در همین ارتباط، بعضی از منتقدان حکومت ایران رقم حدوداً ۴۸ میلیونی واجدان شرایط را پایین‌تر از تعداد واقعی افراد ۱۸ ساله و بالاتر -که در انتخابات حق رأی دارند- دانستند.
این منتقدان، بر مبنای نتایج سرشماری سال ۱۳۸۵ و با لحاظ کردن نرخ رشد ۱٬۳۱ درصد (مندرج در گزارش سال ۱۳۸۹ دفتر آمار و اطلاعات جمعیتی تعداد افراد ۱۸ سال و بالاتر را در سال ۱۳۹۰ بین ۵۱ تا ۵۳ میلیون تخمین زدند.
در آخرین انتخابات قبل از رای‌گیری مجلس نهم، این اختلاف به دلیلی ویژه مورد توجه رسانه‌ها قرار گرفت: آمار ۴۶ میلیون و ۲۰۰ هزار نفری وزارت کشور در مورد واجدان شرایط رأی دادن، با اطلاعات منتشر شده از سوی مرکز آمار ایران حدود ۵ میلیون نفر اختلاف داشت.

### مشارکت در تهران
در کنار میزان کلی مشارکت در انتخابات مجلس نهم، میزان مشارکت در پایتخت نیز، که به ادعای وزارت کشور ۴۸ درصد بوده، به‌طور ویژه مورد توجه ناظران سیاسی کشور قرار گرفت.
در همین زمینه، مرتضی تمدن استاندار تهران تعداد واجدین شرایط استان تهران را حدود ۵ میلیون نفر اعلام کرد و صفر علی براتلو رئیس ستاد انتخابات استان تهران، در اظهار نظری متفاوت از وجود ۵ میلیون و ۴۰۰ هزار واجد شرایط رأی دادن در سطح استان خبر داد.
اظهارات مرتضی تمدن، واکنش سایت بازتاب را به دنبال داشت که یادآوری می‌کرد بر اساس آمار وزارت کشور، تعداد واجدین شرایط استان تهران در سال ۱۳۸۸ حدود ۸ میلیون و ۸۰۰ هزار نفر بوده‌است. این سایت می‌افزود که بعد از جدا شدن شهرستان کرج از استان تهران و تشکیل استان البرز در سال ۱۳۸۹، تعداد واجدان شرایط استان جدید در انتخابات ۱۳۹۰، حدود یک میلیون و ۳۴۵ هزار نفر اعلام شده‌است. بازتاب نوشت با جمع کردن این عدد با رقم ادعایی استاندار برای «استان تهران»، تعداد واجدان شرایط در انتخابات اخیر در دو استان تهران و البرز معادل ۶ میلیون و ۳۴۵ هزار نفر می‌شود. این به معنی کاهش حدود ۲٫۵ میلیون نفری در مجموع تعداد واجدان شرایط دو استان از ۱۳۸۸ تا ۱۳۹۰ بود که - با توجه به ثابت ماندن سن رأی دادن در دو انتخابات اخیر- قابل توجیه نبود.
در پی بالاگرفتن انتقاد به آمار مشارکت اعلام شده از سوی استانداری، وزارت کشور با انتشار بیانیه‌ای اظهار داشت که منظور استاندار، شهر و نه «استان تهران» بوده‌است. البته شواهدی وجود داشت که اثبات می‌کرد هم استاندار و هم رئیس ستاد انتخابات استان تهران، ادعای مشارکت ۵ میلیونی یا بیشتر را در مورد «استان تهران» به کار برده‌اند. اما ارقام بیان شده توسط آنان، واقعاً به تعداد واجدان شرایط شهر تهران نزدیک بود و نه استان تهران، چراکه مطابق آمار رسمی، جمعیت تهران در سال ۱۳۹۰ حدود ۸٬۵ میلیون نفر تخمین زده می‌شود که می‌توان تخمین زد در میان آن‌ها حدود ۵٬۵ میلیون نفر بالای ۱۸ سال دارند (طبق اعلام وزارت کشور، حدود ۴۸ میلیون نفر از جمعیت ۷۵ میلیونی ایران در سال ۱۳۹۰ در سن رأی دادن قرار دارند که نسبت این دو عدد -۶۴ به ۱۰۰ - می‌تواند به عنوان نسبت تقریبی افراد ۱۸ ساله و بزرگتر در کل جمعیت ایران تلقی شود).
خبر آنلاین در گزارشی نوشت که جمع شرکت کنندگان در انتخابات دهمین دوره ریاست جمهوری در سال ۱۳۸۸ در حوزه تهران، ری، اسلامشهر و شمیرانات به بیش از پنج میلیون نفر می‌رسید و این رقم در انتخابات نهمین دوره مجلس در سال جاری بیش از دو میلیون و سیصد هزار نفر بوده‌است و تعداد رای‌دهندگان تهرانی سال ۹۰ کمتر از نصف سال ۸۸ بوده‌است.
محمدرضا باهنر نایب رئیس مجلس هشتم، در جمع اعضای جامعه اسلامی مهندسین در بهمن ماه ۱۳۹۰، گفته بود که نظرسنجی‌ها حکایت از مشارکت ۱۸ درصدی مردم تهران در انتخابات ۱۲ اسفند دارند.
طبق اعلام‌های رسمی شمار واجدان شرایط در شهر تهران از ۶٬۴۰۳٬۳۰۸ نفر در انتخابات مجلس هشتم سال ۱۳۸۶ به حدود ۵٬۴۰۰٬۰۰۰ نفر کاهش پیدا کرده‌است.

### شخصیت‌ها

#### رهبری
در آغازین ساعت‌های رای‌گیری سید علی خامنه‌ای رهبری ایران پای صندوق رأی رفت رایش را به صندوق انداخت.
او در پاسخ به پرسش‌های خبرنگاران از ایشان و دست‌اندرکاران رسانه سپاس‌گزاری کرد و مردم را به رأی دادن اول وقت مانند نماز سر وقت سفارش کرد که این کار باعث کاهش دغدغه شده فضیلتش ظاهراً بیشتر است و از حقشان استفاده کرده به هر سی نفر (در تهران و ری و شمیرانات و اسلامشهر) رأی دهند.
او انتخابات را همیشه مهم و تعیین‌کننده خواند با بازگویی این که برای دوستان و دشمنانمان پیام دارد و هرگاه این ویژگی بیشتر باشد انتخابات مهم‌تر است گفت: امروز از آن روزها است. در انتخابات‌های دیگر مردم خسته می‌شوند ولی پس از سی‌وسه سال مردم خسته نشده‌اند. قدرت‌های استکباری که خیلی جاها باخته‌اند هیاهو می‌کنند تا از تک‌وتا نیفتند و هیاهو را دربارهٔ ایران می‌کنند. ملت نیز با عمل پاسخ می‌گوید.

#### محمود احمدی‌نژاد
محمود احمدی‌نژاد نیز نزدیک ساعت ۱۳ با حضور در مسجد ملک‌مظهری تهران در شعبهٔ ۱۳۷۷ منطقهٔ ۱۱ تهران به همراه محمدرضا رحیمی معاون‌اولش رأی داد.
او همچنین با مردم از جمله دختری ناشنوا گفت‌گو کرد و در میان بدرقهٔ مردم رفت.
احمدی‌نژاد پس از انتخابات حضور مردم را «دفاع جانانهٔ ملت» و «حماسی» خواند و نشانگر عزم راسخ و اعتقاد عمیق به اندیشه‌ها و آرمان‌های متعالی انقلاب اسلامی و موجب یأس و ناامیدی دشمنان و بدخواهان انقلاب اسلامی برشمرد و از ملت عزیز ایران و همهٔ دست‌اندرکاران برگزاری انتخابات و رسانهٔ ملی تشکر و قدردانی کرد.

#### سید محمد خاتمی
سید محمد خاتمی رئیس‌جمهور پیشین ایران همراه برادرش سید علی خاتمی در حوزهٔ دماوند رأی داد.
زهرا اشراقی در صفحه فیس‌بوکش در واکنش به حضور سیدمحمد خاتمی در انتخابات نوشت:"سلام دوستان. منطقه ما در مواقع اضطراری اینترنت قطع می‌شود. ضربه بسیار سنگین بود ولی منتظر زمان هستم. این صفحه آماده است برای جناب خاتمی…"
خاتمی ضمن بیانیه‌ای که در پاسخ به انتقادها صادر کرده، گفته‌است: «تعیین استراتژی عدم معرفی نامزد و ارائه لیست هیچگاه به معنی تحریم انتخابات نبود»
امیدوارم درک مشترکی از شرایطی که در آن قرار گرفته‌ایم به وجود آید. تردیدی ندارم که احساسات و داوری‌ها در زمان مناسب می‌تواند به آن‌جا برسد که به جای هرگونه توجیهی، چه از سر افراط و چه از سر تفریط، درستی تصمیم‌هایی در جهت منافع و مصالح ملی و پیشبرد اصلاحات در درون نظام جمهوری اسلامی گرفته می‌شود اولویت پیدا کند و ان شاء الله گشایش در کارها فراهم آید.

#### روحانیون مبارز
سید مهدی امام جمارانی عضو ارشد مجمع روحانیان مبارز در حسینیه جماران رأی داد.

#### اکبر هاشمی رفسنجانی
اکبر هاشمی رفسنجانی رئیس مجمع تشخیص مصلحت نظام نیز در حسینیهٔ جماران انتخابات شرکت کرد.

## مشارکت در دور دوم
دور دوم انتخابات نهمین دوره مجلس شورای اسلامی در روز ۱۵ خرداد ۱۳۹۱ برگزار شد

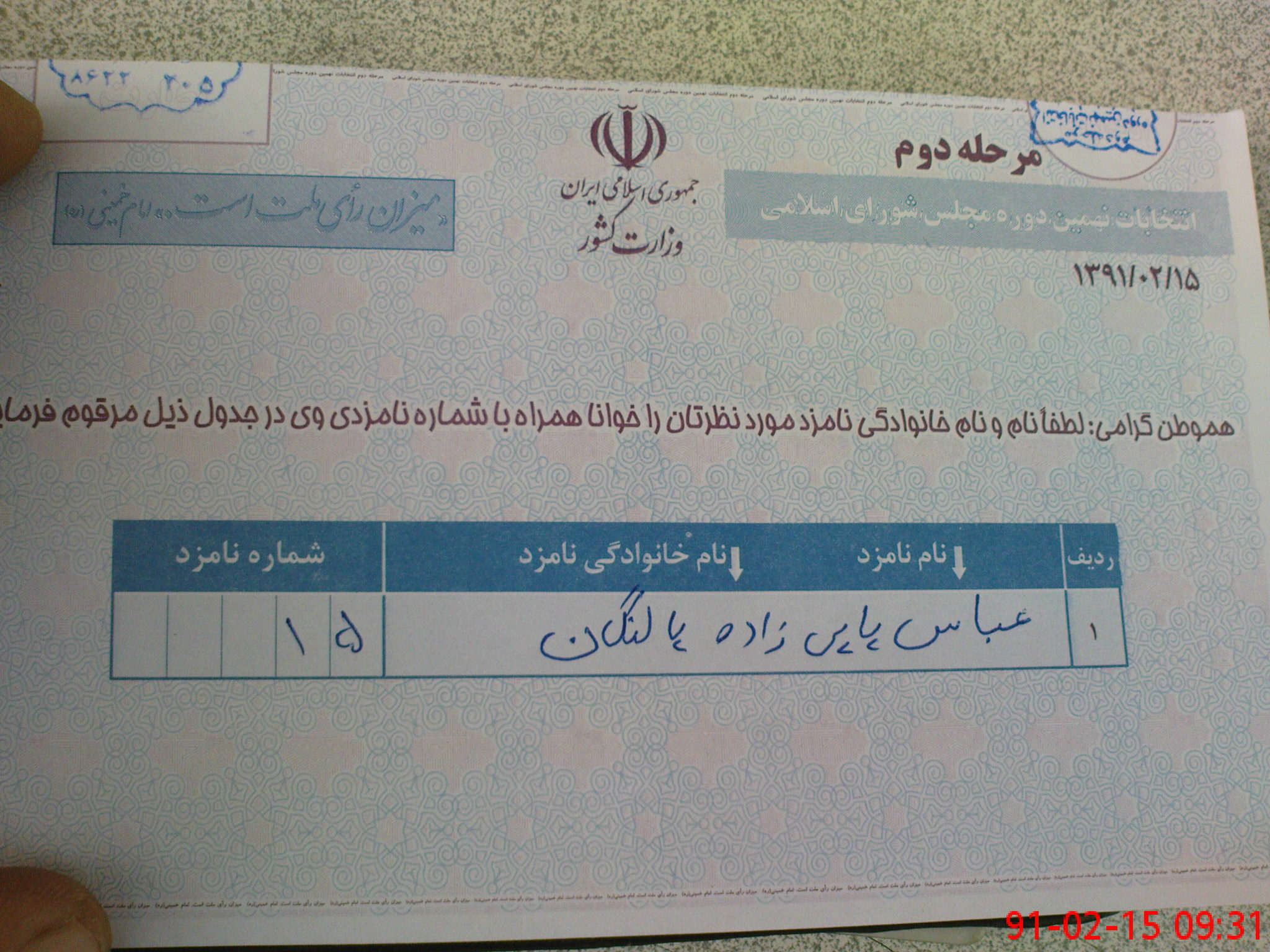
برگه انتخاباتی دور دوم

### واجدان
طبق قانون هرکسی در هر حوزه‌ای رأی داده‌است دور دوم نیز تنها در همان حوزه می‌تواند رأی دهد. البته اگر کسی در دور اول انتخابات شرکت نکرده‌باشد می‌تواند در هر حوزه‌ای که بخواهد رأی دهد.
کسانی که در فاصلهٔ دور نخست تا دور دوم نیز به سن هژده سال تمام رسیده‌اند رای‌اولی حساب می‌شوند و می‌توانند در حوزه‌ای که دلشان بخواهد رایشان را به صندوق بیندازند. طبق اعلام وزارت کشور در این دور انتخابات حدود ۱۵۰٬۰۰۰ تا ۱۶۰٬۰۰۰ رای‌اولی داشتیم. البته در سراسر کشور نه حوزه‌های انتخاباتی. گویا از این تعداد ۴۵٬۰۰۰ نفر اهل ۳۳ حوزه‌ای بوده‌اند که به دور دوم کشیده‌بود.
پس تمام کسانی که به ۱۸ سالگی رسیده‌اند به جز کسانی که در حوزه‌ای رأی داده‌اند که به دور دوم نکشیده‌است واجد شرایط‌اند.

### درصد مشارکت
البته سخن گفتن از مشارکت در دوم کمی سخت است، چون اگر قرار باشد تعداد واجدان را بر واجدان بخش کرد این مشکل هست که خیلی از کسانی که دور پیش رأی نداده‌اند در حوزه‌های انتخاباتی دیگر زندگی می‌کنند. از سویی اگر بر واجدان ساکن حوزه‌ها بخش شود این نکته هست که افراد دیگر حوزه‌ها که رأی نداده‌اند ممکن است در این دور در حوزه‌های دور دوم شرکت کنند.
پس درصد دقیقی نمی‌توان به دست آورد.
به هرحال روزنامهٔ کیهان ادعا کرد که این انتخابات پرشورترین انتخابات دور دوم در تاریخ انقلاب بوده‌است.
طبق گزارش‌های رسمی مشارکت تهرانیان نسبت به دور دوم مجلس هشتم ۷۰٪ افزایش داشته‌است و ۵۴٪ مرحلهٔ نخست بوده‌است.
البته در این دوره در تهران تنها ۵ نامزد از ۳۰ تا بالا رفته‌بودند و رقابت بر سر ۲۵ نفر بود، ولی دور پیش این عدد کمتر بود.

## پی‌نوشت و منبع
1. ↑  «نخست دستگیری، سپس رای‌گیری | رادیو زمانه |Radiozamaneh». بایگانی‌شده از اصلی در ۲۵ اکتبر ۲۰۱۲. دریافت‌شده در ۱ اوت ۲۰۱۵.
2. ↑  «در آستانه انتخابات، ایران به خبرنگاران خارجی ویزا نداد». DW.COM. ۲۰۱۲-۰۳-۰۱. دریافت‌شده در ۲۰۱۶-۰۸-۲۳.
3. ↑  «بیانات در دیدار جمعی از معلمان سراسر کشور». پایگاه اطلاع‌رسانی دفتر مقام معظم رهبری. ۱۳ اردیبهشت ۱۳۹۱.
4. ↑  «رئیس‌جمهور: مجلس کارآمد نقش مؤثری در پیشبرد امور و پیشرفت کشور دارد». شبکهٔ ایران. ۹ اسفند ۱۳۹۰. بایگانی‌شده از اصلی در ۲۹ فوریه ۲۰۱۲.
5. 1 2  «سپاه و بسیج نگران کاهش مشارکت در انتخابات مجلس شورای اسلامی | ایران | فارسی». بایگانی‌شده از اصلی در ۹ ژانویه ۲۰۱۲. دریافت‌شده در ۱ اوت ۲۰۱۵.
6. ↑  «جنبش راه سبز - هشدار به سایت‌ها دربارهٔ مصادیق محتوای مجرمانه مرتبط با انتخابات مجلس». بایگانی‌شده از اصلی در ۴ ژانویه ۲۰۱۲. دریافت‌شده در ۱ اوت ۲۰۱۵.
7. ↑  نسیم - خبرگزاری بین‌المللی پیام کوتاه:. - نسخه تلکس[پیوند مرده]
8. ↑  خبرآنلاین - آیت‌الله جنتی:برخی هدفشان برهم زدن آرامش جامعه است/هزینه‌هایی که در انتخابات می‌شود بی‌حساب و کتاب نیست
9. ↑  Fars News Agency: اتمام شمارش آرای ۱۴۵ حوزه از ۲۰۷ حوزه انتخابیه سراسر کشور
10. 1 2 3  BBC فارسی - ایران - آیا ۶۴ درصد مردم ایران در انتخابات مجلس رای دادند؟
11. ↑  خبرآنلاین - وزیر کشور: بیش از ۴۸ میلیون نفر واجد شرایط رای دادن هستند
12. ↑  «آفتاب - آخرین آمار ملی از جمعیت ایران». بایگانی‌شده از اصلی در ۶ آوریل ۲۰۱۲. دریافت‌شده در ۱ اوت ۲۰۱۵.
13. ↑  «MehrNews.com - Iran, world, political, sport, economic news and headlines». بایگانی‌شده از اصلی در ۱۶ اوت ۲۰۱۱. دریافت‌شده در ۱ اوت ۲۰۱۵.
14. ↑  «معاون وزیر کشور: ۴۶ میلیون نفر در انتخابات واجد شرایط رای هستند». بایگانی‌شده از اصلی در ۵ آوریل ۲۰۱۴. دریافت‌شده در ۱ اوت ۲۰۱۵.
15. ↑  «تناقض آمار مشارکت در انتخابات و سکوت یازده روزه وزارت کشور | ندای سبز آزادی». بایگانی‌شده از اصلی در ۴ مارس ۲۰۱۶. دریافت‌شده در ۱ اوت ۲۰۱۵.
16. ↑  «پورتال وزارت کشور». بایگانی‌شده از اصلی در ۳۱ ژوئیه ۲۰۱۳. دریافت‌شده در ۱ اوت ۲۰۱۵.
17. ↑  «دردسرهای رای تهرانی‌ها و آمار ساختگی مسئولان «سایت خبری تحلیلی کلمه». بایگانی‌شده از اصلی در ۱۷ ژانویه ۲۰۲۱. دریافت‌شده در ۱ اوت ۲۰۱۵.
18. 1 2  آمار متناقض نتایج انتخابات در رسانه‌های دولتی ایران | انتخابات مجلس نهم | DW.DE | ۰۴٫۰۳٫۲۰۱۲
19. ↑  «بازتاب امروز - مقایسه تعداد شرکت کنندگان انتخابات خرداد ۸۸ با اسفند ۹۰ در تهران». بایگانی‌شده از اصلی در ۱۳ آوریل ۲۰۱۲. دریافت‌شده در ۶ آوریل ۲۰۲۰.
20. ↑  BBC فارسی - خبرهای کوتاه - 'تعداد رای‌دهندگان تهرانی سال ۹۰ کمتر از نصف سال ۸۸ بود'
21. ↑  «MehrNews.com - Iran, world, political, sport, economic news and headlines». بایگانی‌شده از اصلی در ۳ آوریل ۲۰۱۲. دریافت‌شده در ۱ اوت ۲۰۱۵.
22. ↑  FarsNewsAgency - خبرگزاری فارس
23. ↑  http://24onlinenews.ir/news-12342.aspx%5Bپیوند+مرده%5D
24. ↑  «شرکت در انتخابات نهمین دوره مجلس شورای اسلامی [فیلم]». دفتر حفظ و نشر آثار حضرت آیت‌الله العظمی خامنه‌ای. ۱۲ اسفند ۱۳۹۰.
25. ↑  «رهبر معظم انقلاب در انتخابات نهمین دوره مجلس شورای اسلامی شرکت کردند». پایگاه اطلاع‌رسانی دفتر مقام معظم رهبری. ۱۲ اسفند ۱۳۹۰.
26. ↑  «حضور در مسجد مظهری جهت انداختن رای به صندوق [گزارش تصویری]». پایگاه اطلاع‌رسانی ریاست‌جمهوری ایران. ۱۲ اسفند ۱۳۹۰. بایگانی‌شده از اصلی در ۵ مارس ۲۰۱۶.
27. ↑  «رئیس‌جمهور رای خود را به صندوق انداخت». شبکهٔ ایران. ۱۲ اسفند ۱۳۹۰.[پیوند مرده]
28. ↑  «حاشیه حضور رئیس‌جمهور در مسجد مظفری [مظهری]؛ از بالابردن شناسنامه مهمور به رای تا گفتگو با دختر ناشنوا». شبکهٔ ایران. ۱۲ اسفند ۱۳۹۰.[پیوند مرده]
29. ↑  «رئیس‌جمهور در جلسه هیئت دولت: حضور پرشور و آگاهانه مردم در انتخابات مجلس نهم موجب یأس و ناامیدی بدخواهان انقلاب اسلامی». دولت. ۱۴ اسفند ۱۳۹۰.[پیوند مرده]
30. ↑  «رئیس‌جمهور در جلسه هیئت دولت: حضور پرشور و آگاهانه مردم در انتخابات مجلس نهم موجب یأس و ناامیدی بدخواهان انقلاب اسلامی». پایگاه اطلاع‌رسانی ریاست جمهوری اسلامی ایران. ۱۴ اسفند ۱۳۹۰. بایگانی‌شده از اصلی در ۵ مارس ۲۰۱۶.
31. ↑  «سید محمد خاتمی در حوزه انتخابیه دماوند رای داد+تکمیلی». فارس. ۱۲ اسفند ۱۳۹۰.
32. ↑  «واکنش زهرا اشراقی به شرکت خاتمی در انتخابات». فارس. ۱۲ اسفند ۱۳۹۰.
33. ↑  «متن کامل بیانیه خاتمی دربارهٔ شرکت در انتخابات». الف. ۱۵ اسفند ۱۳۹۰. بایگانی‌شده از اصلی در ۲۵ مارس ۲۰۱۶.
34. ↑  «سیلی سخت ملت ایران به چهره استکبار- 93؛ عضو ارشد مجمع روحانیون رأی خود را به صندوق انداخت». فارس. ۱۲ اسفند ۱۳۹۰.
35. ↑  «انشاء الله نتیجه انتخابات همانی باشد که مردم می‌خواهند». ایلنا. ۱۳ اسفند ۱۳۹۰. بایگانی‌شده از اصلی در ۴ مارس ۲۰۱۲.
36. ↑  «وزیر کشور در حاشیه بازدید از ستاد انتخابات کشور خبر داد: ارسال اعتبارنامه تمام منتخبان دور اول انتخابات به مجلس». ستاد انتخابات کشور وزارت کشور. ۱۳ اردیبهشت ۱۳۹۱. بایگانی‌شده از اصلی در ۴ مارس ۲۰۱۶. دریافت‌شده در ۱ اوت ۲۰۱۵.
37. ↑  «رئیس ستاد انتخابات کشور: نگاه ویژه جمهوری اسلامی به آراء آحاد مردم حکایت از برابری آراء دارد». وزارت کشور جمهوری اسلامی ایران. ۱۵ اردیبهشت ۱۳۹۱. بایگانی‌شده از اصلی در ۴ مارس ۲۰۱۶. دریافت‌شده در ۱ اوت ۲۰۱۵.
38. ↑  «مردم کار را تمام کردند؛ دور دوم انتخابات مجلس، پرشورترین پس از انقلاب». کیهان. تهران (۲۰۲۰۰): ۳. ۱۶ اردیبهشت ۱۳۹۱.
39. ↑  «مشارکت تهرانی‌ها در مرحله دوم انتخابات مجلس نهم ۷۰درصد افزایش داشت». خبرگزاری دولت. ۱۶ اردیبهشت ۱۳۹۱.[پیوند مرده]
40. ↑  «مشارکت تهرانی‌ها در مرحله دوم انتخابات مجلس نهم ۷۰درصد افزایش داشت». خبرگزاری جمهوری اسلامی. ۱۶ اردیبهشت ۱۳۹۱.